# 샤타르

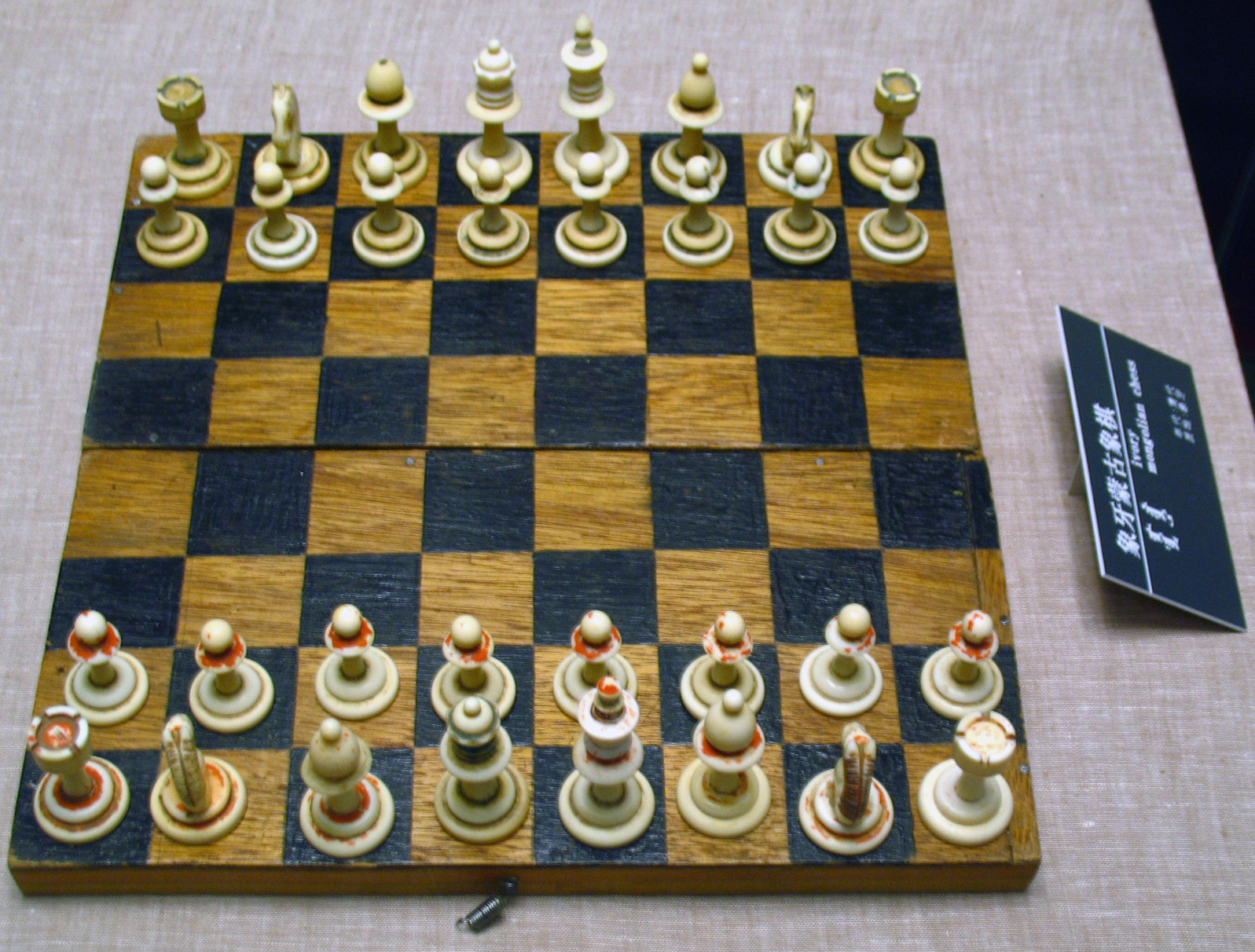
후룬부이르 국립 박물관에 전시된 상아 샤타르

샤타르 (shatar, 몽골어: Монгол шатар, ᠮᠣᠩᠭᠣᠯ ᠰᠢᠲᠠᠷ᠎ᠠ Monggol sitar-a)는 몽골의 전통 체스다. 그러나 몽골 이외의 지역에서는 이 변형들이 인기가 없는 것으로 보인다. 샤타르라는 명칭은 "몽골식 샤트라지"에서 따왔다.

## 규칙
기본적으로 체스를 바탕으로 약간의 오리지널 룰이 추가된 구조로 되어 있다.
- 노얀(ᠨᠣᠶᠠᠨ / noyan / 왕) : 체스의 킹과 쇼기의 왕장/옥장처럼 전후좌우와 대각선으로 한 칸씩 움직인다. 초기 배치도 체스의 킹과 비슷하다. 캐슬링은 없다.
- 바라스(ᠪᠠᠷᠰ 또는 ᠪᠠᠷᠠᠰ / baras / 눈표범) : 쇼기의 용왕(승급한 비차)처럼 전후좌우 일직선으로 몇 칸씩, 그리고 대각선으로 한 칸씩 움직일 수 있다.[2]
- 테메(ᠲᠡᠮᠡᠭᠡ  / Temee / 낙타) : 체스의 비숍처럼 대각선 방향으로 몇 칸씩 움직일 수 있다.
- 모리(ᠮᠣᠷᠢ / mori / 말) : 체스의 나이트처럼 직선 한 칸 이후 대각선 한 칸을 움직인다. 다른 말을 뛰어넘을 수 있다.
- 테르게(terge / 수레) : 체스의 룩과 장기의 차처럼 전후좌우 일직선으로 움직인다.
- 쿠(ᠬᠦᠦ / küü / 표범 새끼) : 체스의 폰처럼 앞으로 한 칸씩만 움직일 수 있다. 대각선의 진행 방향에 있는 적만 잡을 수 있다. 끝행까지 도달하면 바라스(baras)로 승진한다.[2]

- 게임은 항상 백이 1.d4를 플레이하고 흑이 1...d5로 응답하는 것으로 시작된다. 이것은 게임에서 쿠가 두 칸 전진할 수 있는 유일한 경우이다.
  - 옛 샤타르 규칙에서 우젬친부에서는 바라스-쿠(차하르부에서는 노얀-쿠)로 처음 2회 이동을 해야 한다.[2]
- 옛 샤타르 규칙에서는 baremate가 무승부다.[2]
- 옛 샤타르 규칙에서는 바둑의 덤처럼 tuuxəi라는 특별한 규칙이 있다.  플레이어는 마지막에 두 개의 기물(노얀과 다른 기물)만 남은 채로 적을 떠날 수 있다. 그런 다음 테르게 또는 바라스를 사용하여 체크를 시작하고 체크메이트가 될 때까지 연속적으로 체크해야 한다. 체크메이트 전 연속 체크 횟수는 tuuxəi 수이다. 플레이어가 체스에서처럼 체크메이트로 이기면 단 하나의 Tuuxəi만 받는다. 한 선수는 연속 체크를 할 때 좋은 위치에 자신의 조각을 놓을 시간을 주기 위해 보통 적을 노얀과 쿠 하나를 남겨둔다.[2]

## 같이 보기
- 히아샤타르

## 참고 문헌
- Giada Ricci. Mongolie-Mongolie. Traditions de la steppe. p. 44–47, Le jeu d’echecs Mongol, 1983. Musée de l’Homme, Paris.
- С. Кондратьев. Шахматная игра у монголов. "Шахматы в СССР", 1931, No.13, p. 216–18, No.14, с. 232–34.
- ШАХМАТЫ. Энциклопедический словарь. М., "Советская Энциклопедия", p. 258, Монголия. 1999.
- Б.Б. Цыденов, Л.А. Гармаева, Н.Б. Галданов. Шахматы в Бурятии. Улан-Удэ, 1976.
- Zhong Guo Da Bai Ke Quan Shu Tiyu (The Encyclopedia of Chinese People's Republic on Physical culture and Sports). Peking-Shanghai. p. 206, Mengu xiang qi (Mongolian chess). 1982.
- N. Okano, Sekai-no meina shogi (World's chess games), p. 40–46, chapter V. 1999.